# Battaglia di Manila (1945)
La battaglia di Manila (in tagalog: Laban ng Maynila; in filippino: Labanan sa Maynila; in giapponese: マニラの戦い?, Manira no Tatakai), evento noto anche come liberazione di Manila, fu uno dei principali episodi della campagna delle Filippine della seconda guerra mondiale. Vide contrapposte le forze statunitensi e filippine a quelle giapponesi per il controllo della capitale delle Filippine, Manila, ed ebbe luogo tra il 3 febbraio e il 3 marzo 1945, culminando con la distruzione pressoché totale della città e la morte di oltre 100 000 civili. Durante lo scontro, le forze giapponesi commisero il massacro di Manila nei confronti dei civili filippini, mentre la potenza di fuoco degli statunitensi causò ulteriori perdite tra gli innocenti. La strenua resistenza nipponica e l'artiglieria americana causarono inoltre la distruzione di buona parte dell'eredità culturale e architettonica della città, in parte risalenti alla sua stessa fondazione. La battaglia è ampiamente considerata una delle più cruenti mai combattute, nonché il più grande scontro armato in ambiente urbano a cui presero parte le forze statunitensi.
Manila si ritrovò ad essere una delle capitali più devastate nell'intero conflitto, assieme a Berlino e Varsavia. La battaglia mise fine a più di tre anni di occupazione militare giapponese. La cattura della città era considerata da Douglas MacArthur come la chiave per la vittoria nella campagna di riconquista dell'arcipelago filippino.

## Gli antefatti

### L'avanzata statunitense
Il 9 gennaio 1945, la 6ª Armata statunitense, sotto il comando del generale Walter Krueger, sbarcò nel golfo di Lingayen e iniziò una rapida avanzata verso sud, iniziando la liberazione di Luzon. Il 12 gennaio, MacArthur ordinò a Krueger di avanzare velocemente verso Manila e la 37ª Divisione di Fanteria, comandata dal generale Robert S. Beightler, venne così inviata in direzione sud.
Dopo essere sbarcata a San Fabian, il 27 gennaio, la 1ª Divisione di Cavalleria, comandata dal generale Vernon D. Mudge, ricevette il seguente ordine da MacArthur, in data 31 gennaio: "Raggiungete Manila! Liberate gli internati a Santo Tomas. Conquistate il palazzo Malacanang e l'edificio legislativo".
Il 31 gennaio, l'8ª Armata, comandata dal generale Robert L. Eichelberger, che consisteva del 187º e del 188º Reggimento di Fanteria Alianti, del colonnello Robert H. Soule, e di componenti dell'11ª Divisione Aviotrasportata, sotto il comando del generale Joseph May Swing, sbarcarono senza incontrare resistenza a Nasugbu, nella parte meridionale dell'isola di Luzon, e iniziarono a muoversi verso nord in direzione di Manila. Nel frattempo, la 511ª Squadra da Combattimento Reggimentale dell'11ª Divisione, comandata dal colonnello Orin D. Haugen, fu paracadutata sul crinale del Tagaytay il 4 febbraio. Il 10 febbraio l'11ª Divisione passò sotto il comando della 6ª Armata e conquistò il Forte William McKinley il giorno 17 dello stesso mese.
Swing fu raggiunto dai guerriglieri filippini denominati "Cacciatori ROTC", comandati dal tenente colonnello Emmanuel V. de Ocampo, ed entro il 5 febbraio arrivarono alla periferia di Manila.

### La difesa giapponese
Mentre gli statunitensi confluivano verso Manila da direzioni diverse, la maggior parte delle truppe di difesa giapponesi era stata impegnata in uno spostamento tattico su ordine del generale Tomoyuki Yamashita, comandante in capo delle forze giapponesi nelle Filippine. Yamashita aveva spostato le sue forze principali a Baguio, dove pianificava di trattenere le truppe statunitensi e filippine nel nord di Luzon, per tenere occupati gli Alleati nelle Filippine e ritardare il più possibile l'invasione alleata dell'arcipelago principale del Giappone. Egli disponeva di tre gruppi principali di truppe: 80 000 soldati nel gruppo Shimbu erano sulle montagne a est di Manila, 30 000 nel gruppo Kembu si trovavano sulle colline a nord di Manila, e 152 000 nel gruppo Shobu erano nella parte nord-orientale di Luzon.

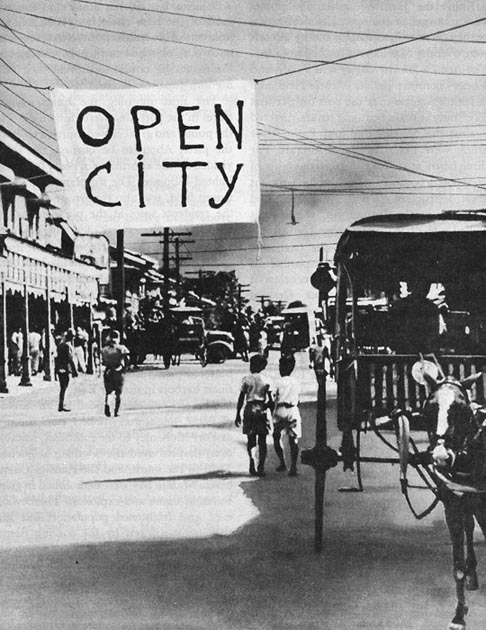
Manila viene dichiarata città aperta

Nel 1941 il generale MacArthur aveva dichiarato Manila "città aperta" prima della sua cattura. Sebbene Yamashita non avesse fatto altrettanto nel 1945, non aveva intenzione di difendere la città: non riteneva di essere in grado di sfamare un milione di cittadini residenti e di difendere un'ampia area con vaste distese di edifici di legno facilmente infiammabili.
Yamashita aveva originariamente ordinato al comandante del gruppo Shimbu, il generale Yokoyama Shizuo, di evacuare la città e di distruggere tutti i ponti e altre importanti infrastrutture non appena fossero state avvistate le forze statunitensi. Tuttavia il retroammiraglio Sanji Iwabuchi, comandante della 31ª Forza da Base Navale Speciale della Marina imperiale giapponese era invece disposto a combattere fino all'ultimo uomo e, nonostante fosse parte del gruppo Shimbu, ignorò l'ordine di abbandonare la città. Lo staff navale in Giappone approvò il piano di Iwabuchi danneggiando così i tentativi di Yamashita di affrontare gli statunitensi con una difesa concentrata e unificata. Iwabuchi aveva 12 500 uomini sotto il suo comando, designati come Forza di Difesa Navale di Manila, a cui si aggiungono i 4 500 uomini sotto il comando del colonnello Katsuzo Noguchi e del capitano Saburo Abe. Essi costruirono delle postazioni difensive nella città, compreso nella municipalità di Intramuros, la "città murata", abbatterono le palme lungo il viale Dewey per creare una pista d'atterraggio, e disposero delle barricate lungo le strade principali. Iwabuchi costituì la Forza Settentrionale sotto il comando di Noguchi e la Forza Meridionale sotto il comando del capitano Takusue Furuse.
Prima dell'inizio della battaglia emise un messaggio indirizzato ai suoi uomini che recitava: "Siamo molto lieti e grati per l'opportunità di poter servire il nostro Paese in questa epica battaglia. Ora, con le forze che rimangono, attaccheremo il nemico audacemente. Banzai all'Imperatore! Siamo determinati a combattere fino all'ultimo uomo.

## La battaglia

### La liberazione degli internati di Santo Tomas

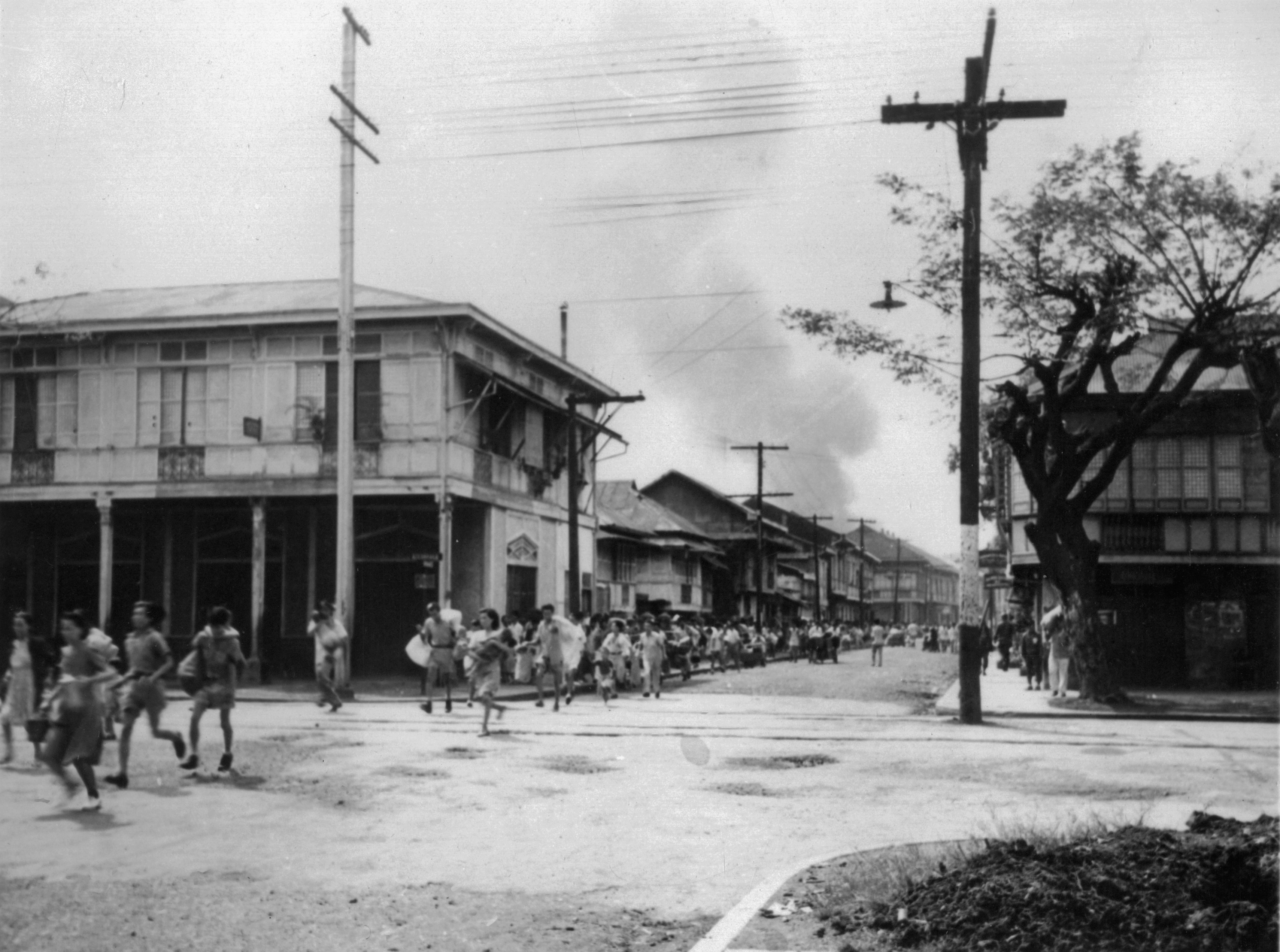
Cittadini di Manila scappano dalle periferie della città incendiate dai giapponesi, 10 febbraio 1945

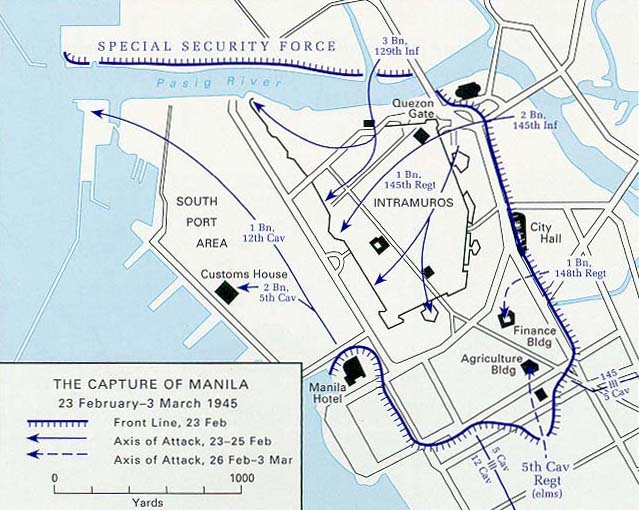
Mappa della conquista di Manila

Il 3 febbraio parte della 1ª Divisione di Cavalleria si spinse nella periferia nord di Manila e si impadronì di un ponte sul fiume Tullahan, di importanza vitale, che li separava dalla città vera e propria e conquistarono velocemente il palazzo di Malacañan. Uno squadrone dell'8º Reggimento di cavalleria del generale di brigata William C. Chase, la prima unità ad entrare in città, iniziò a muoversi verso il campus dell'Università di Santo Tomás, che si estendeva disordinatamente e che era stato trasformato in un campo di internamento per civili e per le infermiere dell'Esercito e della Marina statunitensi conosciute come "Angeli di Bataan".
A partire dal 4 gennaio 1942, l'edificio principale dell'università era stato usato per ospitare i civili. Dei 4 255 prigionieri, 466 morirono durante la prigionia, 3 furono uccisi mentre tentavano di fuggire il 15 febbraio 1942 mentre uno riuscì ad evadere ai primi di gennaio del 1945. In quello stesso anno, Jessie Lichauco aprì, assieme al marito, un ospedale di fortuna dove curarono oltre 2 000 rifugiati di guerra. Dopo la fine dell'occupazione giapponese continuò l'attività filatropica presso la Settlement House di cui divenne anche presidente.
Il capitano Manuel Colayco, un ufficiale dei guerriglieri filippini affiliato alle Forze statunitensi in Estremo Oriente, insieme al tenente Diosdado Guytinggco, guidò le truppe americane della 1ª Divisione di Cavalleria alla porta principale di Santo Tomas, dove Colayco rimase ferito. Colpito da proiettili giapponesi, morì sette giorni dopo nella scuola elementare Legarda, che era stata adibita a ospedale da campo. Alle ore 21:00, cinque carri armati del 44º Battaglione Carri fecero il loro ingresso nel campo di concentramento.
I giapponesi, comandati dal tenente colonnello Toshio Hayashi, radunarono gli internati in un edificio per tenerli come ostaggi, da dove scambiarono alcuni spari con gli statunitensi e i filippini. Il giorno seguente, 5 febbraio, negoziarono con gli americani per potersi riunire alle altre forze giapponesi a sud della città, portando con sé solo armi leggere. I nipponici però non erano a conoscenza del fatto che l'area in cui si stavano dirigendo era il palazzo di Malacañan, occupato dagli statunitensi, e poco dopo furono colpiti subendo diverse perdite, tra cui Hayashi stesso.
Il 4 febbraio, la 37ª Divisione di Fanteria liberò più di 1 000 prigionieri di guerra. Essi erano perlopiù soldati che avevano difeso Bataan e Corregidor tre anni prima e che erano stati internati nella Nuova Prigione di Bilibid, ora abbandonata dai giapponesi.

### L'accerchiamento e i massacri
Alle prime luci del 6 febbraio, MacArthur annunciò che Manila era caduta, anche se la battaglia per la città era in realtà appena cominciata. La 1ª Divisione di Cavalleria a nord e l'11ª Divisione Aviotrasportata a sud riferirono quasi contemporaneamente che i giapponesi stavano opponendo una strenua resistenza, con l'intento di opporsi ad ogni loro ulteriore tentativo di avanzare.
Il generale Griswold continuò a spostare elementi del XIV Corpo a sud, dall'Università di Santo Tomas verso il fiume Pásig. Nel tardo pomeriggio del 4 febbraio, ordinò al 2º Squadrone del 5º Reggimento di Cavalleria di catturare il Ponte Quezon, l'unico attraversamento del Pasig che i giapponesi non avevano distrutto. Appena lo squadrone si avvicinò al ponte, i giapponesi aprirono il fuoco con mitragliatrici pesanti da un blocco stradale stabilito su Quezon Boulevard, obbligando le truppe statunitensi ad arrestare la loro avanzata e a ritirarsi fino al crepuscolo. Una volta che americani e filippini si furono ritirati, i giapponesi fecero saltare il ponte.
Il 5 febbraio, la 37ª Divisione di Fanteria iniziò a entrare a Manila e Griswold divise la sezione settentrionale della città in due settori. Alla 37ª Divisione fu affidato l'avanzamento verso sud, mentre la 1ª Divisione di Cavalleria si sarebbe occupata di un accerchiamento ad est. Gli statunitensi si assicurarono la sponda settentrionale del fiume Pasig il 6 febbraio e catturarono le riserve d'acqua cittadine situate alla diga Novaliches e al centro di filtraggio di Balara, oltre alle riserve di San Juan.
Il 7 febbraio, il generale Beightler ordinò al 148º Reggimento di attraversare il fiume Pasig e prendere il controllo dei quartieri di Paco e di Pandacan. I combattimenti più aspri per Manila, che risultarono i più costosi in termini di vite umane per il 129º Reggimento, si verificarono durante la conquista della centrale elettrica a vapore sull'isola di Provisor, dove i giapponesi riuscirono a resistere fino all'11 febbraio. Il pomeriggio dell'8 febbraio, delle unità della 37ª Divisione avevano respinto la maggior parte dei giapponesi dal loro settore, con ingenti danni ai distretti residenziali. I giapponesi, inoltre, demolirono diversi edifici e installazioni militari mentre si ritiravano. La resistenza giapponese nei quartieri di Tondo e di Malabon continuò fino al 9 febbraio.
Nel tentativo di proteggere la città e i civili, MacArthur pose delle stringenti restrizioni sull'impiego di artiglieria e supporto aereo. Tuttavia, per il 9 febbraio, i colpi statunitensi avevano già provocato incendi in diversi distretti. "Se la città dovesse essere resa sicura senza la distruzione della 37ª e della 1ª Divisione di Cavalleria, nessun ulteriore sforzo potrebbe essere fatto per salvare gli edifici, tutto ciò che ostacola l'avanzata verrebbe martellato". I marinai, i marines e i rinforzi dell'Esercito di Iwabuchi, pur avendo resistito inizialmente con successo alla fanteria statunitense armata di lanciafiamme, granate e bazooka, ben presto fronteggiarono il fuoco diretto di carri armati, cacciacarri e obici che attaccarono un edificio dopo l'altro uccidendo i giapponesi e spesso anche i civili intrappolati all'interno, senza differenze.
Soggetti a incessanti martellamenti e dovendo affrontare la morte certa o la cattura, le truppe giapponesi assediate sfogarono la loro rabbia e frustrazione sui civili colti da fuoco incrociato, commettendo molti atti di brutalità, che successivamente sarebbero divenuti noti come "massacro di Manila". Mutilazioni, stupri e massacri di civili accompagnarono la battaglia per il controllo della città. Tali atrocità avvennero in scuole, ospedali e conventi, tra cui l'Ospedale San Juan de Dios, il College Santa Rosa, la chiesa di Santo Domingo, la Cattedrale di Manila, la chiesa di Paco, il convento di S. Paolo e la chiesa di S. Vincent de Paul. Il dottor Antonio Gisbert raccontò dell'omicidio di suo padre e suo fratello al Palacio del Gobernador, affermando: "Io sono uno di quei pochi sopravvissuti, non più di 50 in tutto dei più di 3 000 uomini radunati in Fort Santiago e, due giorni dopo, massacrati". I giapponesi obbligarono donne e bambini ad essere i loro scudi umani lungo la linea del fronte per proteggere le loro posizioni. Coloro che sopravvivevano venivano successivamente uccisi dai giapponesi stessi.

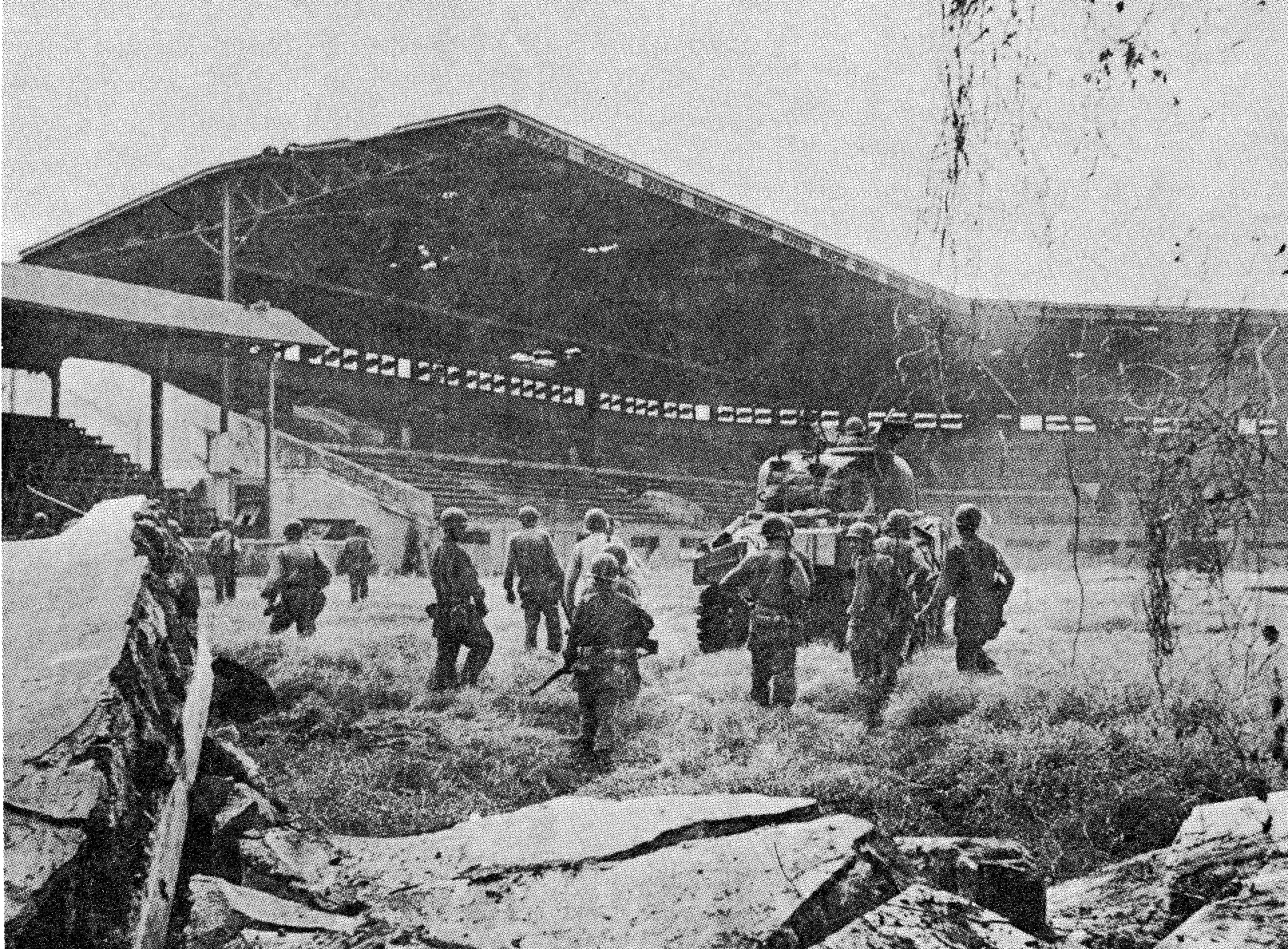
Truppe statunitensi nello stadio di baseball Rizal, Manila, 16 febbraio 1945

Entro il 12 febbraio, l'artiglieria e i mortai pesanti di Iwabuchi erano stati distrutti e, senza alcun piano per la ritirata, "ogni uomo aveva la sua scarsa fornitura di razioni, armi e munizioni appena sufficienti, e un edificio in cui la sua vita avrebbe avuto fine". La 1ª Divisione di Cavalleria raggiunse la baia di Manila il 12 febbraio, ma non riuscì a conquistare prima del 18 del mese lo Stadio Rizal, che i giapponesi avevano trasformato in un deposito di munizioni, e il forte di San Antonio Abad. Il 17 febbraio, il 148º Reggimento prese l'Ospedale Generale delle Filippine, liberando 7 000 civili, il campus Padre Faura dell'Università delle Filippine e il campus Herran-Dakota del Collegio dell'Assunta San Lorenzo.
Il generale Shizuo Yokoyama, comandante del gruppo Shimbu, ordinò ad Iwabuchi di uscire da Manila nella notte tra il 17 e il 18 febbraio, in coordinazione con i contrattacchi alla diga di Novaliches e nel Grace Park. Tale operazione fallì e i rimanenti 6 000 uomini di Iwabuchi restarono intrappolati nella città.
Entro il 20 febbraio, la nuova stazione di polizia, le chiese di S. Vincent de Paul e San Pablo, il Manila Club, il municipio e l'ufficio postale erano in mani statunitensi. I giapponesi si ritirarono ad Intramuros nella notte del 19 febbraio e l'Hotel Manila fu liberato il 22, dove MacArthur trovò l'attico ridotto in cenere. Solo Intramuros, il palazzo sede del Parlamento, il Ministero delle Finanze e quello dell'Agricoltura restavano in mano ai giapponesi.

### La devastazione di Intramuros

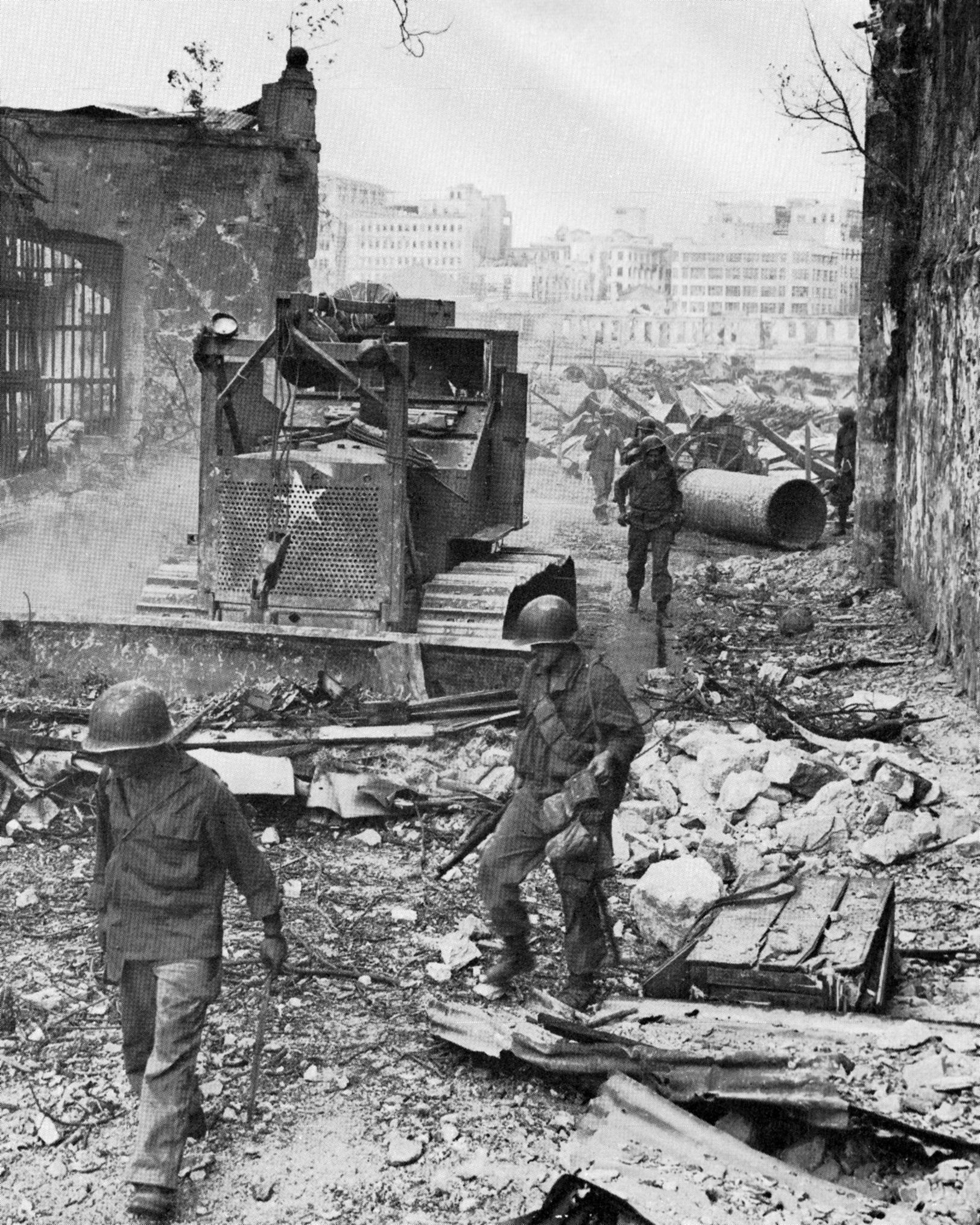
Truppe statunitensi combattono nella città murata, Manila, 27 febbraio 1945

L'assalto ad Intramuros iniziò alle ore 07:30 del 23 febbraio, con il fuoco di 140 pezzi d'artiglieria, seguito dall'avanzata del 148º Reggimento, che avrebbe attaccato attraverso le brecce aperte nelle mura tra le porte di Quezon e Parian, e il 129º attraverso il fiume Pasig, presso la Zecca dello Stato.
La battaglia continuò fino al 26 febbraio. Meno di 3 000 civili, prevalentemente donne e bambini rilasciati il pomeriggio del 23 febbraio, sfuggirono all'assalto, mentre la maggior parte degli uomini rimasero uccisi. I soldati e i marinai del colonnello Noguchi uccisero 1 000 tra uomini e donne.

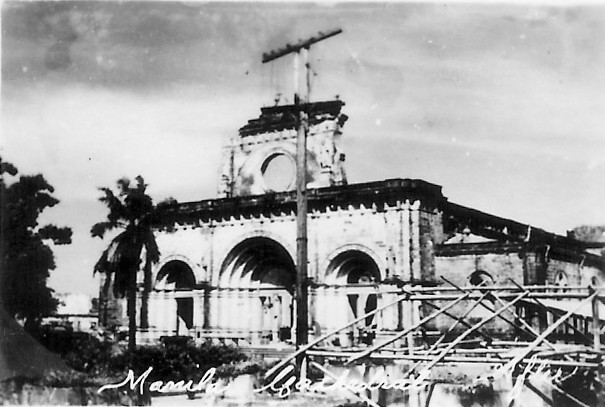
La Cattedrale di Manila fotografata dopo la guerra

Iwabuchi e i suoi ufficiali commisero suicidio all'alba del 26 febbraio. Il 5º Reggimento di Cavalleria prese il Ministero dell'Agricoltura il 1º marzo, mentre il 148º Reggimento catturò il Parlamento il 28 febbraio e il Ministero delle Finanze il 3 marzo.
Lo storico dell'Esercito statunitense Robert R. Smith scrisse: "Griswold e Beightler non volevano tentare l'assalto con la sola fanteria. Pur non essendo stato espressamente ordinato loro di usare l'artiglieria, pianificarono un massiccio allestimento di artiglieria che sarebbe durato dal 17 al 23 febbraio e avrebbe incluso fuoco indiretto fino a 8 000 iarde di distanza così come fuoco diretto e orizzontale a brevi distanze come 250 iarde. Avrebbero impiegato tutti i reparti e le divisioni di artiglieria disponibili, dagli obici da 240 mm in giù. (...) Non è dato sapere come avrebbero potuto le vite dei civili essere risparmiate da questo tipo di allestimento rispetto al bombardamento aereo. Il risultato finale sarebbe stato lo stesso: Intramuros sarebbe stato praticamente raso al suolo." "Non si poteva evitare che l'artiglieria radesse quasi al suolo l'antica città murata. Per il XIV Corpo e la 37ª Divisione, a questo stadio della battaglia per Manila, le vite americane erano comprensibilmente ben più preziose dei monumenti storici. La distruzione derivò dalla decisione degli americani di salvare delle vite in una battaglia contro delle truppe giapponesi che avevano deciso di sacrificare le loro vite a caro prezzo." Le operazioni militari e l'artiglieria statunitense, secondo una stima, potrebbero aver causato il 40% di tutte le morti tra i filippini non combattenti durante la battaglia.
Prima che i combattimenti avessero fine, MacArthur convocò un'assemblea provvisoria di importanti personalità filippine nel palazzo di Malacañan e dichiarò in loro presenza che il Commonwealth delle Filippine sarebbe stato ristabilito in maniera permanente. "Il mio Paese è stato leale; la vostra capitale, anche se crudelmente punita, ha riguadagnato il suo legittimo ruolo di roccaforte della democrazia in Oriente."

## Le conseguenze
Per il resto del mese gli statunitensi e i guerriglieri filippini rastrellarono la resistenza in tutta la città. Con la conquista di Intramuros, avvenuta il 4 marzo, Manila fu ufficialmente liberata, ma vaste aree della città erano rase al suolo. Nella battaglia morirono 1 010 soldati statunitensi e 5 565 rimasero feriti. Il numero di civili filippini uccisi sia deliberatamente dai giapponesi che accidentalmente a causa dei bombardamenti si aggira attorno ai 100 000. Ad Intramuros furono contati 16 665 giapponesi morti.
Nel corso della battaglia, durata un mese, statunitensi e giapponesi inflissero maggior distruzione a Manila che i raid della Luftwaffe su Londra, che in termini di devastazione e perdite umane risultò paragonabile al bombardamento su Tokyo o all'attacco nucleare su Hiroshima.
Nei mesi seguenti, la 6ª Armata e i guerriglieri filippini avanzarono verso est per affrontare il gruppo Shimbu in combattimenti montani per prendere il controllo della diga Wawa e delle scorte d'acqua per Manila rimaste sotto il controllo giapponese.
Nel 1946, il generale Yamashita fu condannato a morte per crimini di guerra avvenuti durante la battaglia di Manila.

### La distruzione della città

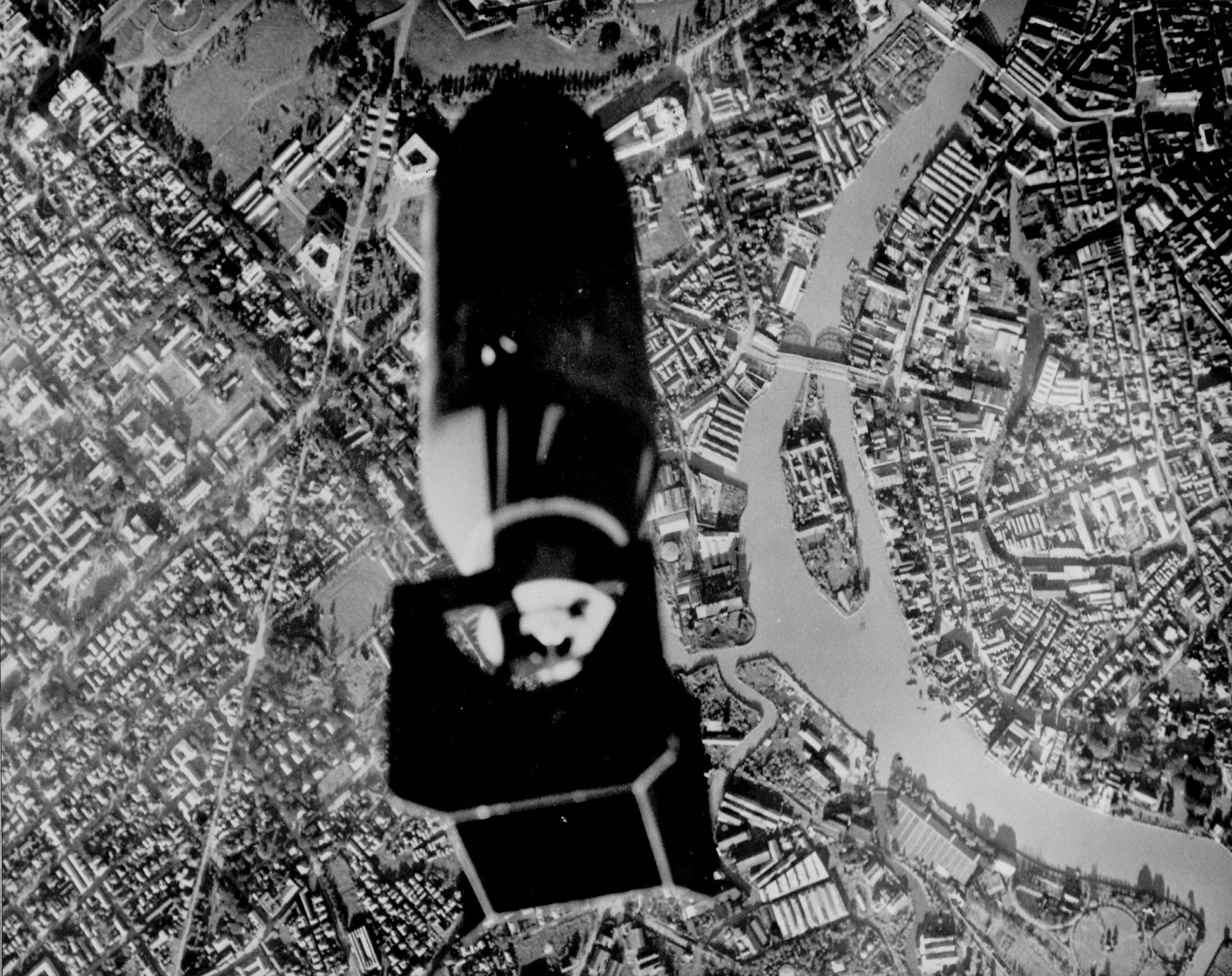
Una bomba sganciata da un TBF-1 Avenger su Manila

La battaglia per Manila fu il primo e il più cruento episodio di combattimento urbano nell'ambito della guerra del Pacifico. Poche altre battaglie combattute negli ultimi mesi della seconda guerra mondiale superarono la distruzione, la brutalità dei massacri e la ferocia dei combattimenti di quella per la liberazione di Manila. Nel quartiere commerciale, solamente due edifici non furono danneggiati e furono poi saccheggiati dei loro impianti idraulici.
Un'asta porta bandiere d'acciaio, che si trova ancora oggi all'ingresso dell'edificio che era stato sede dell'ambasciata statunitense nel quartiere Ermita, ancora oggi porta i segni di numerosi proiettili e schegge, a testimonianza degli intensi combattimenti nella città murata.
I filippini persero un tesoro storico e culturale insostituibile nella carneficina e nella devastazione della battaglia di Manila, ricordata oggi come tragedia nazionale. Edifici governativi, università, conventi, monasteri e chiese, comprensivi dei loro tesori risalenti alla fondazione della città, finirono in rovina. Il patrimonio culturale, comprensivo di arte, letteratura e, in particolare, architettura, primo punto di confluenza internazionale in Oriente, dove si incontrarono culture asiatiche con quelle spagnola e statunitense, fu letteralmente eviscerato. La Manila nota come la "Perla dell'Oriente", monumento vivente dell'incontro tra asiatici ed europei, fu virtualmente cancellata.
La maggior parte degli edifici danneggiati durante la guerra furono demoliti dopo la Liberazione, come parte del processo di ricostruzione di Manila, che sostituì lo stile architettonico spagnolo e statunitense con uno stile sempre statunitense ma più moderno. Solamente pochi vecchi edifici rimasero intatti.

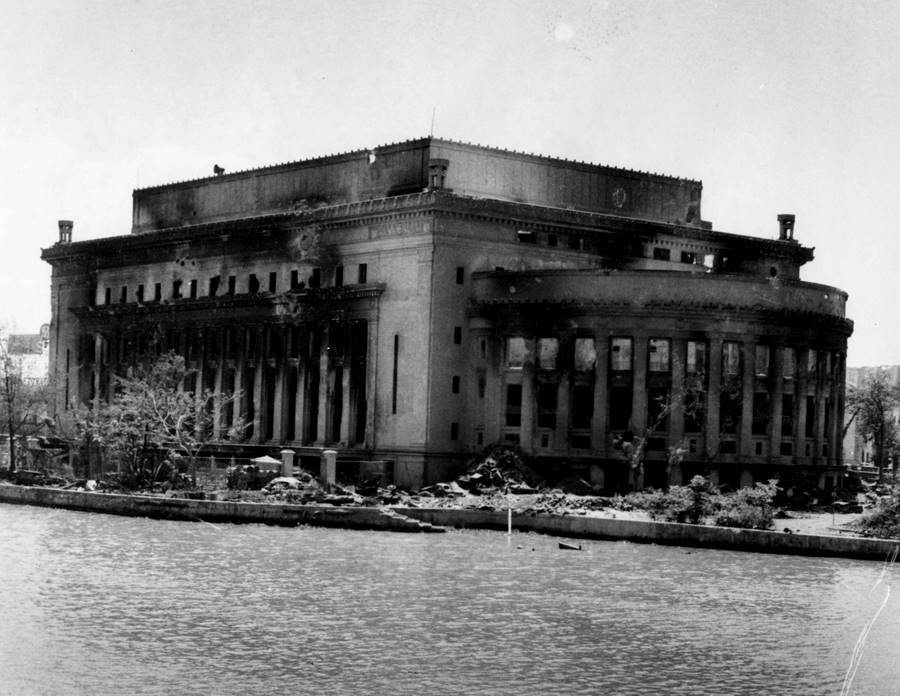
L'ufficio postale (1)
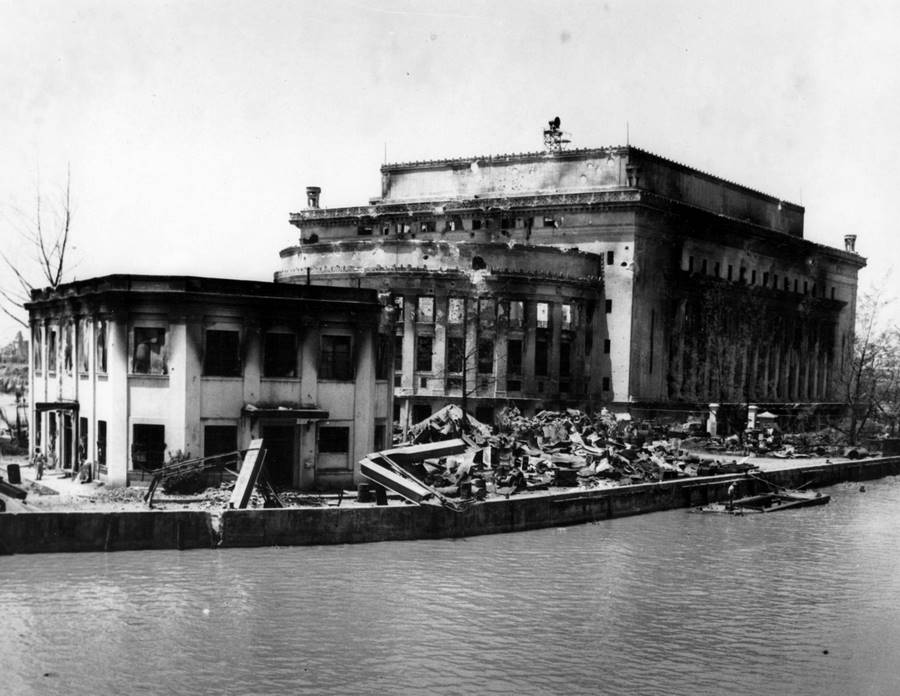
L'ufficio postale (2)
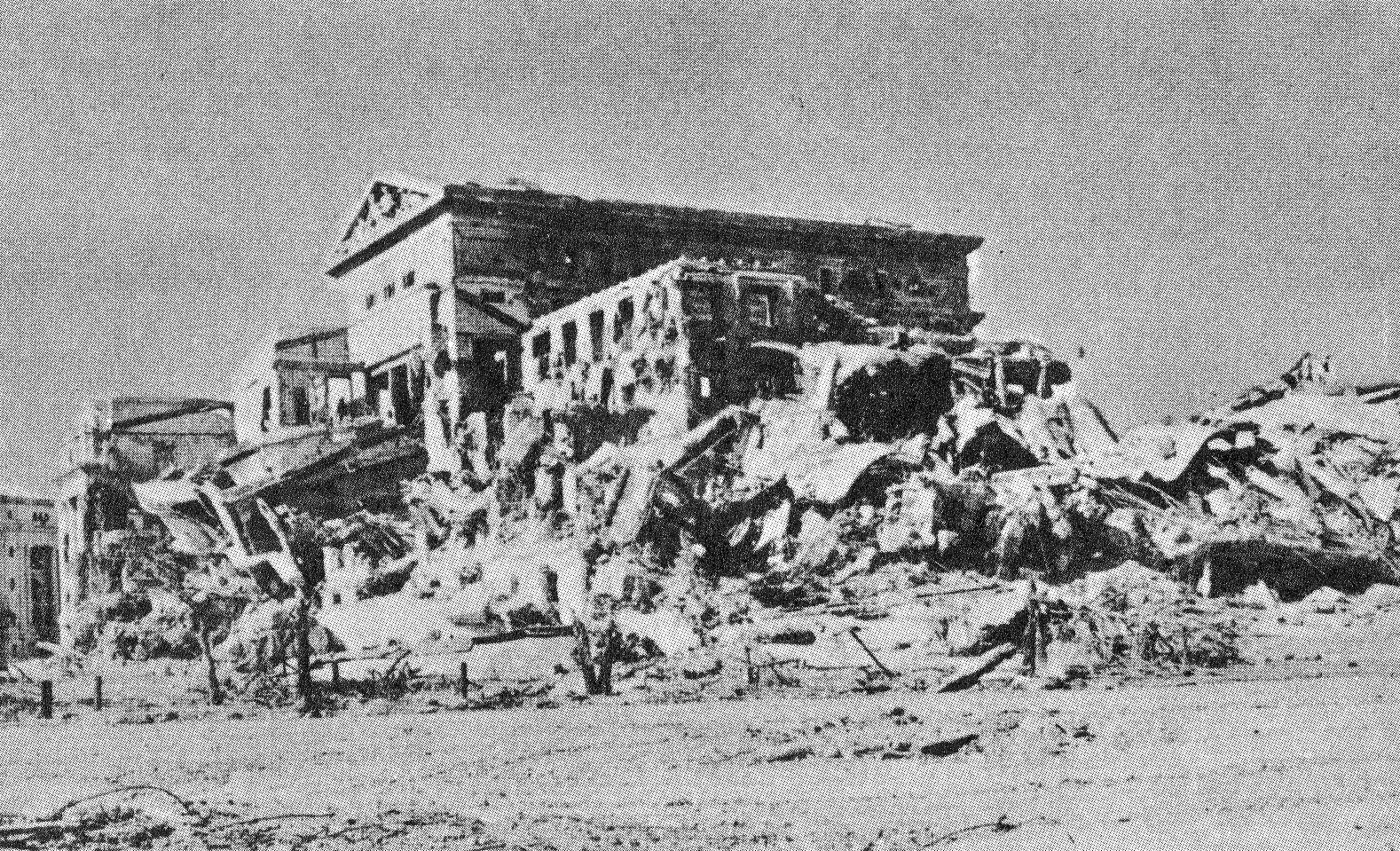
Il Parlamento (1)
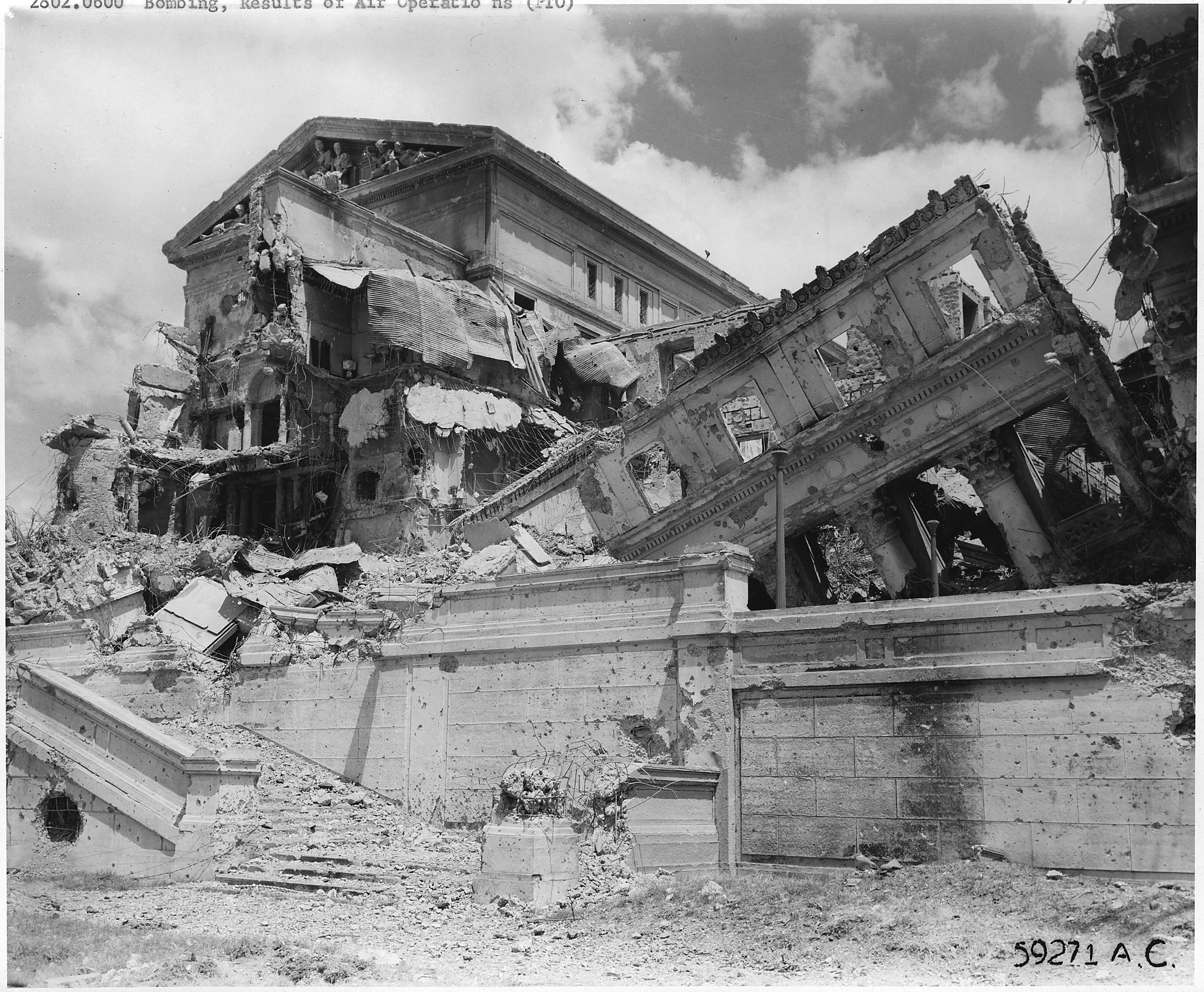
Il Parlamento (2)
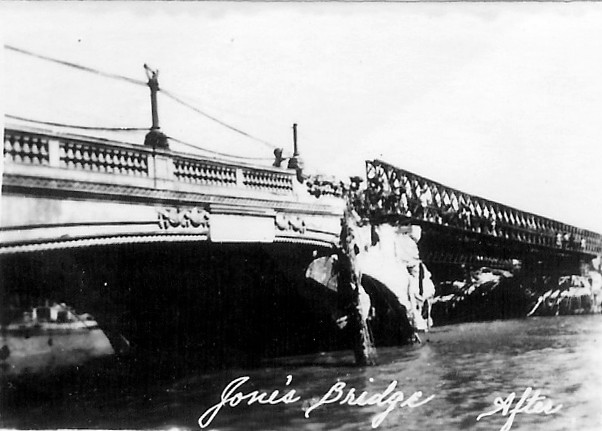
Il ponte Jones

### La commemorazione storica

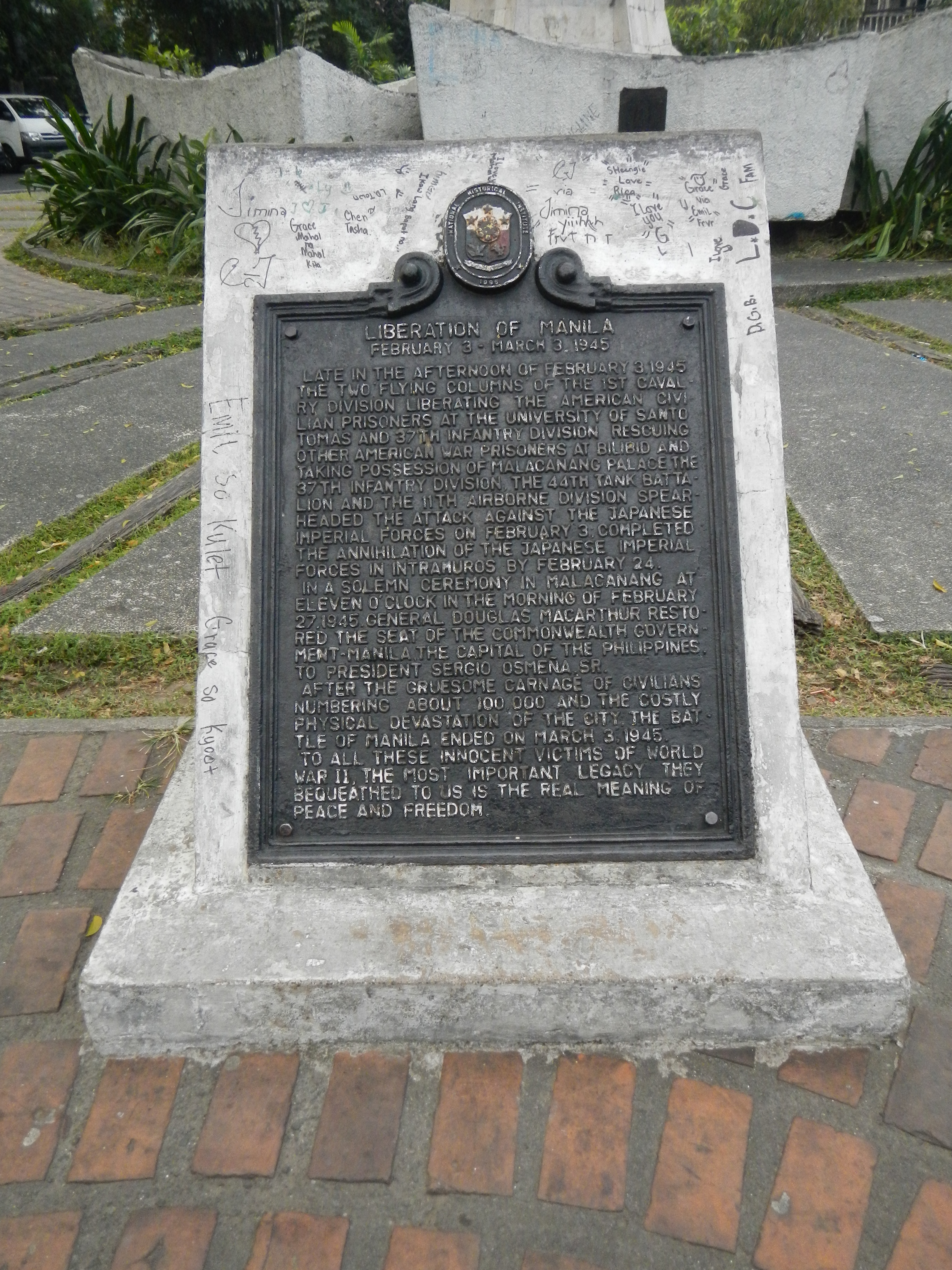
Targa commemorativa della battaglia di Manila, palazzo Malacañang

Il 18 febbraio 1995, la Fondazione Memorare-Manila 1945 dedicò un memoriale noto come il Sacrario della Libertà, per onorare il ricordo dei 100 000 civili deceduti durante gli scontri armati. È conosciuto anche come Memorare Manila Monument ed è situato nella Plaza de Santa Isabel, ad Intramuros.
Let this monument be the gravestone for each and every one of the over 100,000 men, women, children and infants killed in Manila during its battle of liberation, 3 February – 3 March 1945. We have not forgotten them, nor shall we ever forget.
May they rest in peace as part now of the sacred ground of this city: the Manila of our affections.»
Che questo monumento sia una lapide per ognuno degli oltre 100 000 uomini, donne, bambini e neonati uccisi a Manila durante la sua battaglia per la liberazione, 3 febbraio - 3 marzo 1945. Noi non li abbiamo dimenticati e mai li dimenticheremo.
Possano essi riposare in pace come parte del sacro suolo di questa città: la Manila dei nostri affetti.»
(Iscrizione sul Sacrario della Libertà, Manila)

### Altri testi
- (EN) Stanley Sandler (a cura di), World War II in the Pacific: An Encyclopedia, New York, Londra, Garland Publishing, 2001, ISBN 0-8153-1883-9.
- (EN) Alphonso J. Aluit, By sword and fire: The Destruction of Manila in World War II, 3 February-3 March 1945, National Commission for Culture and the Arts, 1994, ISBN 971-8521-10-0.